# 族 (氣志團の曲)
『族』（ぞく）は、氣志團の通算7枚目のシングル。

## 概要
- 自身も出演しているグリコ乳業「カフェオーレ」CMソング。
- タイトルの「族」は、暴走族のことではなく、血族などの族を意味している。

## 収録曲
1. 族
  - 作詞・作曲：綾小路翔
2. 一瞬の夏
  - 作詞：綾小路翔/作曲：星グランマニエ
3. RUN☆BAKURATEN☆RUN
  - 作詞・作曲：綾小路翔